# Mesure 4 pointes
En électronique la mesure en quatre points, ou mesure à quatre sondes, est une méthode de mesure de résistivité électrique. Elle est adaptée à la mesure de faibles valeurs de résistance, en prenant en compte la résistance propre des sondes de mesure.
Cette technique est utilisée en microélectronique pour mesurer la résistivité d'une couche mince conductrice.

## La méthode des 4 pointes
La méthode 4 pointes (à bien distinguer de la méthode de Van der Pauw) est utilisable pour mesurer la résistivité d’une couche mince. Il faut placer les 4 pointes loin des bords de la couche à caractériser, et les aligner. 

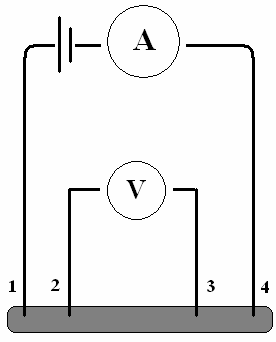
Schéma d'une mesure 4 pointes

Le courant est envoyé par un générateur de courant entre les pointes 1 et 4, tandis que la tension est mesurée entre les pointes 2 et 3. Le rapport de la tension mesurée sur l'intensité qui traverse l'échantillon donne la résistance du tronçon entre les pointes 2 et 3.
Pour obtenir la résistivité de cette section, on est amené à intégrer les résistances infinitésimales entre la pointe 1 et les pointes 2 et 3.
En modélisant l'échantillon comme une plaque infinie, deux cas sont à envisager selon la nature des équipotentielles : la répartition des courants peut être à symétrie demi-sphérique ou cylindrique. 
Pour le modèle d'une plaque infinie et une répartition de type cylindrique, donc pour une plaque peu épaisse, si {\displaystyle e} est l'épaisseur de la plaque, alors à une distance {\displaystyle r} de la source en 1, on aura en considérant la partie à droite de la pointe
{\displaystyle dR={\frac {\rho }{\pi re}}dr}
Selon la distance entre les pointes, un facteur correctif de la résistance apparaîtra lors de l'intégration. Si les pointes sont à égale distance, on trouve {\displaystyle R={\frac {\pi }{\ln 2}}{\frac {U}{I}}}
Si la plaque présente de faibles dimensions devant sa longueur, le modèle de la pièce rectiligne homogène donne 
{\displaystyle R={\frac {U}{I}}} et {\displaystyle R=\rho {\frac {L}{S}}}
avec {\displaystyle S} correspondant à la section et {\displaystyle L} à la longueur de l'échantillon étudié.

## La méthode de Van der Pauw
Soit un rectangle dont les côtés sont numérotés de 1 à 4 en partant du bord supérieur, et en comptant dans le sens des aiguilles d'une montre.
On injecte le courant entre deux points du bord 1 et on mesure la tension entre les deux points du bord opposé (bord 3). Le rectangle pouvant ne pas être strictement un carré nous effectuons une deuxième mesure en injectant cette fois ci le courant entre les deux points du bord 4, et comme précédemment nous mesurons ensuite la tension entre les deux points du bord opposé (bord 2). Il suffit ensuite de calculer à l’aide de la loi d’ohm, le rapport {\displaystyle {\frac {V}{I}}} pour chaque configuration de mesures. 

Nous obtenons ainsi {\displaystyle R_{AB,CD}\,} et {\displaystyle R_{AC,BD}\,}. 
La résistivité {\displaystyle \rho \,} est la solution de l'équation dite équation de Van der Pauw :
{\displaystyle \exp \left(-{\frac {\pi e}{\rho }}R_{AB,CD}\right)+\exp \left(-{\frac {\pi e}{\rho }}R_{AC,BD}\right)=1}
où {\displaystyle e\,} est l'épaisseur de la couche.

Une méthode de résolution consiste à calculer la résistance équivalente par la formule suivante :
{\displaystyle R_{eq}={\frac {\pi (R_{AB,CD}+R_{AC,BD})f}{2\ln 2}}}
{\displaystyle f\,} étant le facteur de forme obtenu d’après la relation :
{\displaystyle \cosh \left[\left({\frac {R_{AB,CD}-R_{AC,BD}}{R_{AB,CD}+R_{AC,BD}}}\right){\frac {\ln 2}{f}}\right]={\frac {1}{2}}\exp \left({\frac {\ln 2}{f}}\right)}
Nous calculons ensuite la résistivité avec :
{\displaystyle \rho =R_{eq}e\,}